# 麗濟同盟
麗濟同盟（韓語：여제동맹），是指朝鮮三國時代末期高句麗與百濟共同對付新羅的軍事同盟，一直持續至660年百濟滅亡。
6世紀半前時，百濟與新羅一直保持同盟抵抗高句麗，但在553年新羅與百濟爭奪漢江流域，554年百濟聖王與新羅開戰戰死，自此以後兩國一直保持敵對關係。
642年、百濟義慈王與高句麗淵蓋蘇文結成同盟，奪新羅西部40餘城，654年高句麗與百濟、靺鞨共攻取新羅北方30餘城，新羅的善德女王因此向唐朝求救並結盟對抗，最終打敗百濟和高句麗。